# Vasculite da ipersensibilità
La vasculite da ipersensibilità è una malattia autoimmune che compare dopo l'assunzione di determinati farmaci.
L'età di insorgenza è superiore ai 16 anni ed è caratterizzata da una porpora palpabile (non scompare alla digitopressione) che ha evoluzione ipercromica o cicatrizzante. Si notano anche eruzioni maculo-papulari e alla biopsia si vedono neutrofili perivascolari e vasi in necrosi fibrinoide.
La vasculite da ipersensibilità è la forma cutanea della vasculite leucocitoclastica sistemica.

## Evoluzione
La malattia può dare anche interessamento ischemico di vari organi e più precisamente:
- apparato digerente: melena e pancreatite
- sistema nervoso
- cuore: infarto del miocardio, pericardite
- polmoni
- reni: microematuria, proteinuria
- occhi: congiuntivite, retinopatia

## Diagnosi differenziale
Va fatta nei confronti di:
- altre vasculiti (polirterite nodosa classica, poliangioite microscopica, crioglobulinemia mista essenziale,...)
- malattie infettive (gonococcosi, malattia di Lyme, Rickettsiosi, virus)
- collagenopatie (artrite reumatoide, Sindrome di Sjögren, LES)

## Riferimenti
- Robbins: Basic Pathology 7ª edizione ISBN 1416029737